# Libythea
Genre
Libythea est un genre de lépidoptères (papillons) de la famille des Nymphalidae et de la sous-famille des Libytheinae.

## Caractéristiques
Bons voiliers, la plupart sont migrateurs.

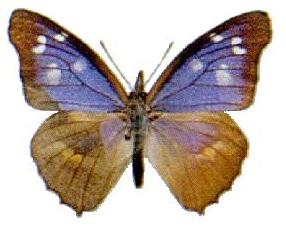
Libythea geoffroy

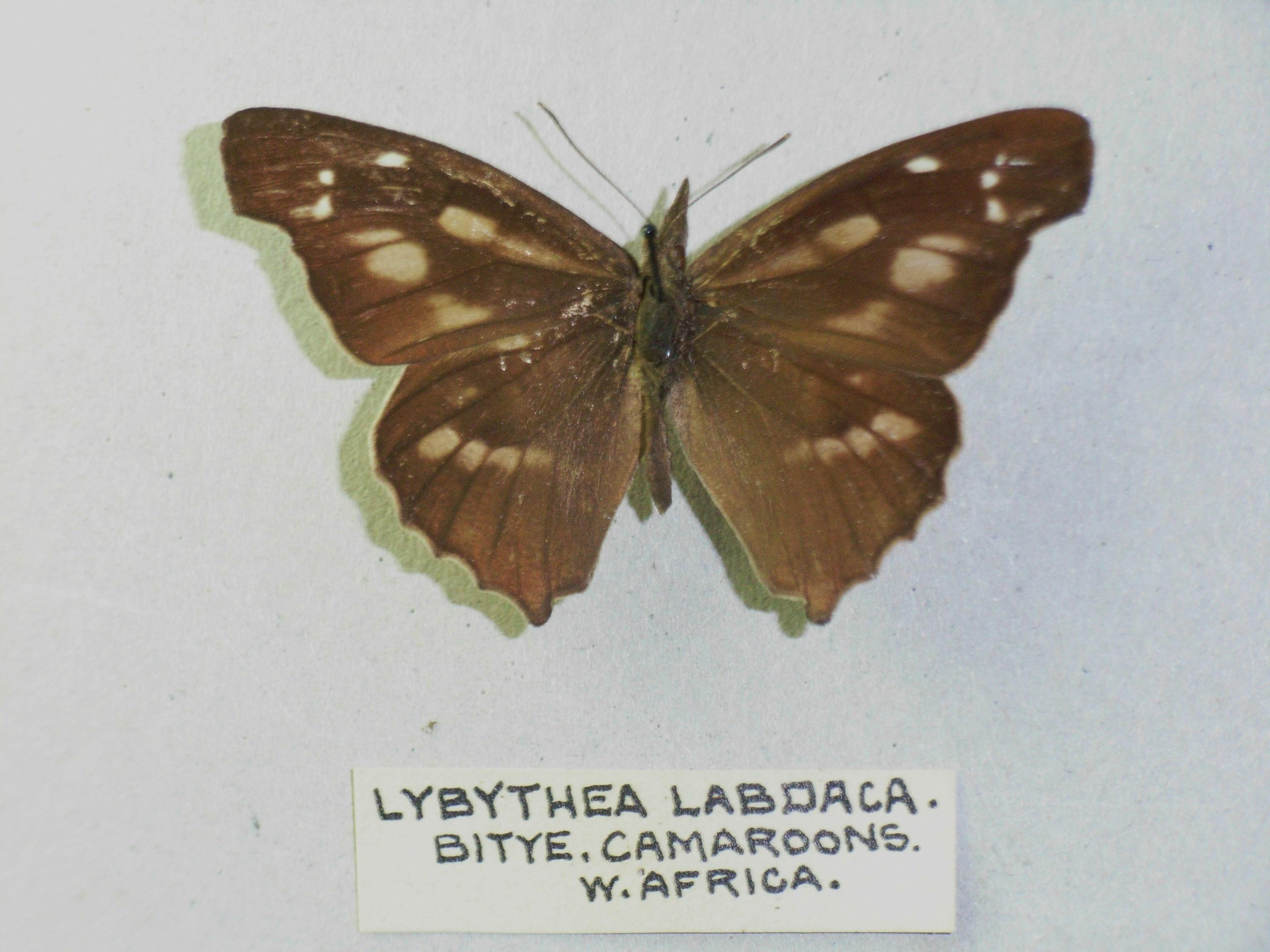
Libythea labdaca

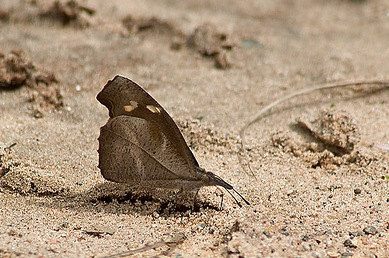
Libythea lepita

## Systématique
Le genre  Libythea a été décrit par l'entomologiste danois Johan Christian Fabricius en 1807.
- L'espèce type pour le genre est Libythea celtis (Laicharting, 1782).

## Synonymie
- Hecaerge Ochsenheimer, 1816[2]
- Chilea Billberg, 1820[3]
- Hypatus Hübner, 1822[4]
- Libythaeus Boitard, 1828 [5]
- Dichora Scudder, 1889[6]

## Noms vernaculaires
En anglais ce sont les Beaks ou les Snouts.

## Taxinomie
Liste des espèces
- Libythea ancoata Grose-Smith, 1891 ; présent à Madagascar.
- Libythea celtis (Laicharting, 1782) — Échancré.
  - Libythea celtis celtis (Fuessly, 1782) présent en Europe, en Asie mineure et au Pakistan.
  - Libythea celtis amamiana (Shirozu, 1956)
  - Libythea celtis celtoides Fruhstorfer, 1909 ;
  - Libythea celtis chinensis Fruhstorfer, 1909 ;
  - Libythea celtis formosana Fruhstorfer, 1909 ; à Taïwan.
  - Libythea celtis lepita Moore, [1857] ; ou Libythea lepita en Chine, Inde et à Ceylan.
  - Libythea celtis sophene (Fruhstorfer, 1914)
- Libythea collenettei Poulton et Riley, 1928.
- Libythea cyniras Trimen, 1866 ; ile Maurice, considéré comme éteint.
- Libythea geoffroy (Godart, 1824) présent de la Thaïlande, les Philippines, à l'Australie.
  - Libythea geoffroy geoffroy (Godart, 1824) présent en Inde, à Java, Bali,  Timor.
  - Libythea geoffroy alompra Moore, 1901 ; ( = Libythea hauxwelli Moore, 1901) à Bornéo.
  - Libythea geoffroy antipoda Boisduval, 1859 ; ( = Libythea quadrinotata Butler, 1877) en Nouvelle-Calédonie.
  - Libythea geoffroy bardas (Fruhstorfer, 1914)
  - Libythea geoffroy batchiana Wallace, 1869 ;
  - Libythea geoffroy celebensis Staudinger, 1859 ;
  - Libythea geoffroy ceramensis Wallace, 1869 ;
  - Libythea geoffroy deminuta (Fruhstorfer, 1910)
  - Libythea geoffroy genia Waterhouse, 1938 ; en Australie.
  - Libythea geoffroy howarthi Peterson, 1968 ;
  - Libythea geoffroy maenia Fruhstorfer, 1902 ; ( = Libythea geoffroy eugenia Fruhstorfer, 1910)
  - Libythea geoffroy nicevillei (Olliff, 1891)
  - Libythea geoffroy orientalis Godman et Salvin, 1888 ;
  - Libythea geoffroy philippina (Staudinger, 1889)
  - Libythea geoffroy pulchra Butler, 1882 ; ( = Libythea neopommerana Pagenstecher, 1896)
  - Libythea geoffroy sumbensis Pagenstecher, 1896 ;
- Libythea labdaca Westwood, [1851] présent dans le centre et l'ouest de l'Afrique.
  - Libythea labdaca labdaca (Westwood & Hewitson, 1851) ( = Libythea labdaca werneri Fruhstrofer, 1903)
  - Libythea labdaca ancoata (Grose-Smith, 1891)
  - Libythea labdaca laius Trimen, 1879 ; ( = Libythea labdaca cinyras Trimen, 1866; = Libythea labdaca lepitoides Moore, 1901; = Libythea labdaca tsiandava Grose-Smith, 1891) au Mozambique, en Rhodésie, Angola et Kenya.
- Libythea lepita (Moore, 1857) ou Libythea celtis ssp lepita.
- Libythea myrrha Godart, 1819 ; présent en Inde.
  - Libythea myrrha myrrha (Godart, 1819) à Java et Bali.
  - Libythea myrrha borneensis Fruhstorfer, 1914 ; à Bornéo.
  - Libythea myrrha carma Fruhstorfer, 1914 ; dans le sud de l'Inde.
  - Libythea myrrha hecura Fruhstorfer, 1914 : en Malaisie.
  - Libythea myrrha myrrhina (Fruhstorfer, 1910)
  - Libythea myrrha rama Moore, 1872 ; à Ceylan.
  - Libythea myrrha sanguinalis Fruhstorfer, 1898 ; en Thaïlande et dans le sud de la Chine.
  - Libythea myrrha thira Fruhstorfer, 1914 ;
  - Libythea myrrha yawa (Fruhstorfer, 1914)
- Libythea narina (Godart, 1819) présent en Inde, aux Philippines, en Nouvelle-Guinée.
  - Libythea narina narina (Godart, 1819) ( = Libythea hatami Kenrick, 1911) présent dans l'est de l'Iran, à Java et Bali.
  - Libythea narina canuleia Fruhstorfer, 1910 ;
  - Libythea narina luzonica Semper, 1889 ; présent aux Philippines.
  - Libythea narina nahathaka (Fruhstorfer, 1914)
  - Libythea narina neratia Felder, 1864 ; aux Moluques.
  - Libythea narina rohini Marshall, [1880] ( = Libythea libera de Niceville, 1890; = Libythea hybrida Martin, 1896; = Libythea tibera Pagenstecher, 1902) présent en Malaisie.
  - Libythea narina sangha Fruhstorfer, 1914 ;
  - Libythea narina sumbawana Fruhstorfer, 1914 ;
- Libythea tsiandava Grose-Smith, 1891 ; présent à Madagascar synonyme de Libythea labdaca laius.

### Source
- (en) funet
- (en) The higher classification of Nymphalidae sur Nymphalidae.net